# 济托
何塞·伊利·德·米兰达（José Ely de Miranda，1932年8月8日—2015年6月14日），俗称济托（Zito），是一名巴西足球运动员，司职中场。他退役前長期效力於桑托斯足球俱乐部。他也跟隨巴西國家足球隊奪得1958年國際足協世界盃和1962年國際足協世界盃冠軍。
济托退役后出任桑托斯足球俱乐部董事以及負責該俱樂部的青訓業務。
濟托晚年患有阿茲海默症，並且记忆力衰退，後來又中風 。2015年6月14日，濟托於桑托斯去世，享年82岁。 

## 俱樂部榮譽
桑托斯足球俱乐部
- 里約-聖保羅錦標賽: 1959, 1963, 1964, 1966
- 巴西聖保羅州聯賽: 1955, 1956, 1958, 1960, 1961, 1962, 1964, 1965, 1967
- Taça Brasil（英语：Taça Brasil）: 1961 Taça Brasil（英语：1961 Taça Brasil）, 1962 Taça Brasil（英语：1962 Taça Brasil）, 1963 Taça Brasil（英语：1963 Taça Brasil）, 1964 Taça Brasil（英语：1964 Taça Brasil）, 1965 Taça Brasil（英语：1965 Taça Brasil）
- 南美解放者杯: 1962年南美自由盃, 1963年南美自由盃
- 洲際盃: 1962年洲際盃, 1963年洲際盃